# بيرند يورغن فيشر
بيرند يورغن فيشر (بالإنجليزية: Bernd Jürgen Fischer)‏ هو مؤرخ أمريكي، ولد في 27 يناير 1952 في بونده في ألمانيا.